# Lovech (huyện)
Lovech là một huyện thuộc tỉnh Lovech, Bungaria. Dân số thời điểm năm 2001 là 62162 người.